# Amblypodia rama
Amblypodia rama is een vlinder uit de familie van de Lycaenidae. De wetenschappelijke naam van de soort is voor het eerst geldig gepubliceerd in 1848 door Kollar.